# Boujailles
Boujailles è un comune francese di 433 abitanti situato nel dipartimento del Doubs nella regione della Borgogna-Franca Contea.

## Geografia fisica
Boujailles si trova sull'altopiano del Giura ad un'altitudine di 800/900 metri circa.
Il terreno è costituito da pietra calcarea e, dove è sottoposto ad erosione, si formano doline.
Tuttavia, vi è anche una vasta distesa di terra arabile, con bassa pendenza, e pascoli.
Il villaggio si trova nel cuore di un bacino, che è circondato da boschi di conifere: la foresta di Joux, una bellissima pineta.

## Storia
La prima menzione del paese è nel racconto del viaggio fatto dagli inviati di Carlo il Calvo a Roma nell'862 per riportare le reliquie di Sant' Urbano e San Tiburzio. Sulla via del ritorno, passarono dal monastero di San Maurizio d'Agaune a Losanna e a Pontarlier per arrivare quindi a Boujeailles, in villam cui Botgallia nomen est, dove si racconta che un residente sofferente di epilessia guarì dopo aver toccato la bara contenente le reliquie.
Boujailles cadde sotto la signoria di Chalamont. In questo periodo, il paese ha beneficiò dalla sua posizione sulla strada che collega i monasteri di San Benigno a Digione all'abazia di San Maurizio d'Agaune nel Canton Vallese in Svizzera.

## Società

### Evoluzione demografica
Abitanti censiti